# Staverton (Wiltshire)
Staverton  è un villaggio e una parrocchia civile della contea del Wiltshire che si trova a circa 2 miglia a nord di Trowbridge, Sud Ovest dell'Inghilterra, Regno Unito.

## Geografia

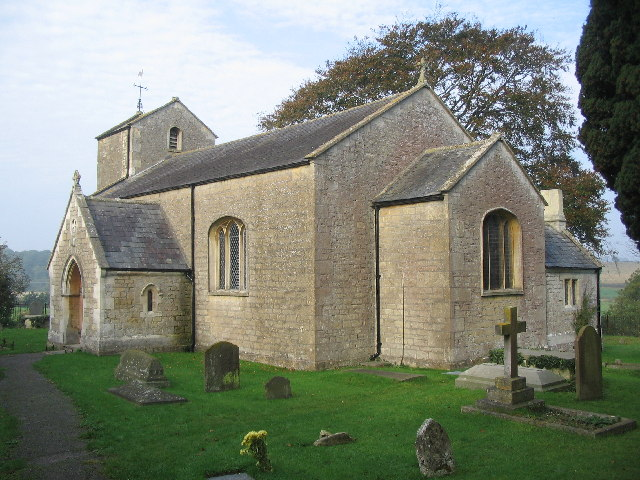
Chiesa di San Pietro

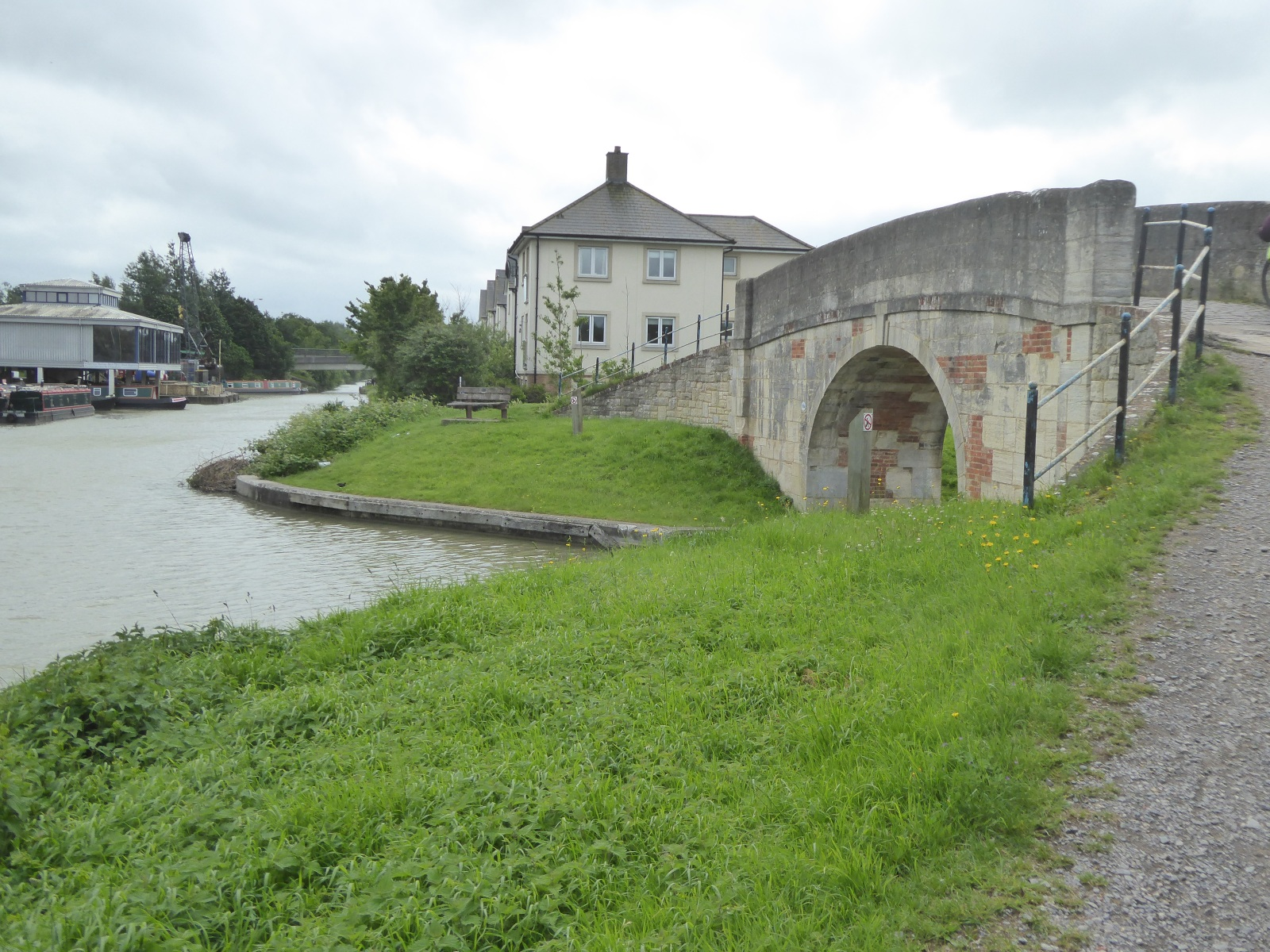
Marina e ponte di Towpath

Il territorio di Staverton è attraversato dall'Avon e la sua strada principale è quella che unisce Trowbridge e Holt. L'Avon forma l'intero confine nord e ovest della parrocchia, mentre il suo affluente Biss è il confine a sud-ovest. Il canale Kennet e Avon, costruito nel 1804, è il confine a sud e sud-est. L'area meridionale e più ampia fine del XIX secolo era principalmente aperta campagna e negli anni ottanta un importante sviluppo residenziale sul lato della Marina cambiò completamente il paesaggio. La Marina e la laguna sono aree naturali regolarmente visitate da uccelli migratori.

## Storia
Staverton si sviluppò storicamentge nei pressi di un punto di attraversamento del fiume Avon. Il ponte stradale potrebbe risalire al XV secolo e fu ricostruito poi nel XVIII, XIX e XX secolo. Il villaggio di Staverton ha oltre 1.000 anni di storia. La parte settentrionale di Staverton, come parrocchia civile, è la parte originale del villaggio dove si trovano la chiesa di San Paolo, una fabbrica vicino al ponte sul fiume Avon e la cappella wesleyana. Per molti secoli il fiume Avon ha fornito ricchi pascoli per fattorie e insediamenti nelle vicinanze che risalgono al IX secolo. Una parte della popolazione è impegnata nella manifattura di tessuti.

## Monumenti e luoghi d'interesse
Nel territorio di Staverton sono presenti alcuni edifici e luoghi d'interesse, tra i quali:
- Chiesa di San Paolo. Si tratta di un'antica chiesa parrocchiale anglicana che è stata chiusa e trasformata in casa di abitazione, apparteneva alla diocesi di Salisbury e dal 9 febbraio 1961 è un monumento classificato di prima categoria.[6]
- Staverton Mill è uno storico lanificio divenuto poi una fabbrica per la trasformazione dei cereali sul fiume Avon.[7]
- Ponte sul fiume Avon, Ponte storico risalente al XVI secolo che dal 14 giugno 1988 è un monumento classificato di seconda categoria.[8]